# Fleet (Dorset)
Fleet – osada w Anglii, w hrabstwie Dorset. Leży 11 km na południowy zachód od miasta Dorchester i 195 km na południowy zachód od Londynu.